# يوري كنوروزوف
يوري فالنتينوفيتش كنروزوف (بالروسية: Ю́рий Валенти́нович Кноро́зов)‏؛ كان لغويًا روسيًا، متخصص في علم اللغة وعلم الأعراق البشرية، اشتهر بشكل خاص بالدور المحوري الذي لعبه بحثه في فك رموز نص المايا، وهو نظام الكتابة الذي استخدمته حضارة المايا قبل كولومبوس. أمريكا الوسطى. 